# Takeshi Matsuda
Takeshi Matsuda (em japonês:  松田 丈志, Matsuda Takeshi; Nobeoka, 23 de junho de 1984) é um nadador japonês, medalhista olímpico.
Nos Jogos Olímpicos de Atenas em 2004, ficou em oitavo lugar nos 400 metros livres, 13º nos 1500 metros livres, e 14º nos 200 metros borboleta. Em Pequim 2008 ganhou a medalha de bronze nos 200 metros borboleta, e ficou em décimo nos 400 metros livres e em 18º nos 1500 metros livres.